# Astro Boy (serie de televisión de 2003)

El anime fue creado para celebrar la fecha de nacimiento de Astro Boy, así como el 40° aniversario de la serie de televisión original. Mantiene el mismo estilo artístico clásico que el manga y el anime originales, pero fue renovado y modernizado con animación y visuales más exuberantes, de alta calidad y casi teatrales, combinando el espíritu lúdico del anime temprano con los temas de ciencia ficción más oscuros, serios y dramáticos del manga y la serie de 1980 . El anime fue transmitido en Japón en Fuji TV y Animax desde el 6 de abril de 2003 hasta el 28 de marzo de 2004, todos los domingos de 9:30 a 10:00 JST, para un total de 50 episodios,  y también se emitió fuera de Japón en Kids' WB en los Estados Unidos y otras emisoras locales en el extranjero. 